# (32039) 2000 JO23
2000 JO23 (asteroide 32039) é um asteroide da cintura principal. Possui uma excentricidade de 0.28194860 e uma inclinação de 6.50760º.
Este asteroide foi descoberto no dia 7 de maio de 2000 por LINEAR em Socorro.